# Anelaphus transversus
Anelaphus transversus es una especie de escarabajo longicornio del género Anelaphus, categorizada en la tribu Elaphidiini, de la subfamilia Cerambycinae. Fue descrita por White en 1853.

## Descripción
Mide 11,25 mm de longitud.

## Distribución
Se distribuye por América: Jamaica.